# Shemurat Berekhat Dura
Shemurat Berekhat Dura (hebreiska: שמורת ברכת דורה) är ett naturreservat i Israel.   Det ligger i distriktet Centrala distriktet, i den norra delen av landet.